# Сучето (Кјети)
Сучето (итал. Succeto) је насеље у Италији у округу Кјети, региону Абруцо.
Према процени из 2011. у насељу је живело 203 становника. Насеље се налази на надморској висини од 47 м.